# Air Transat

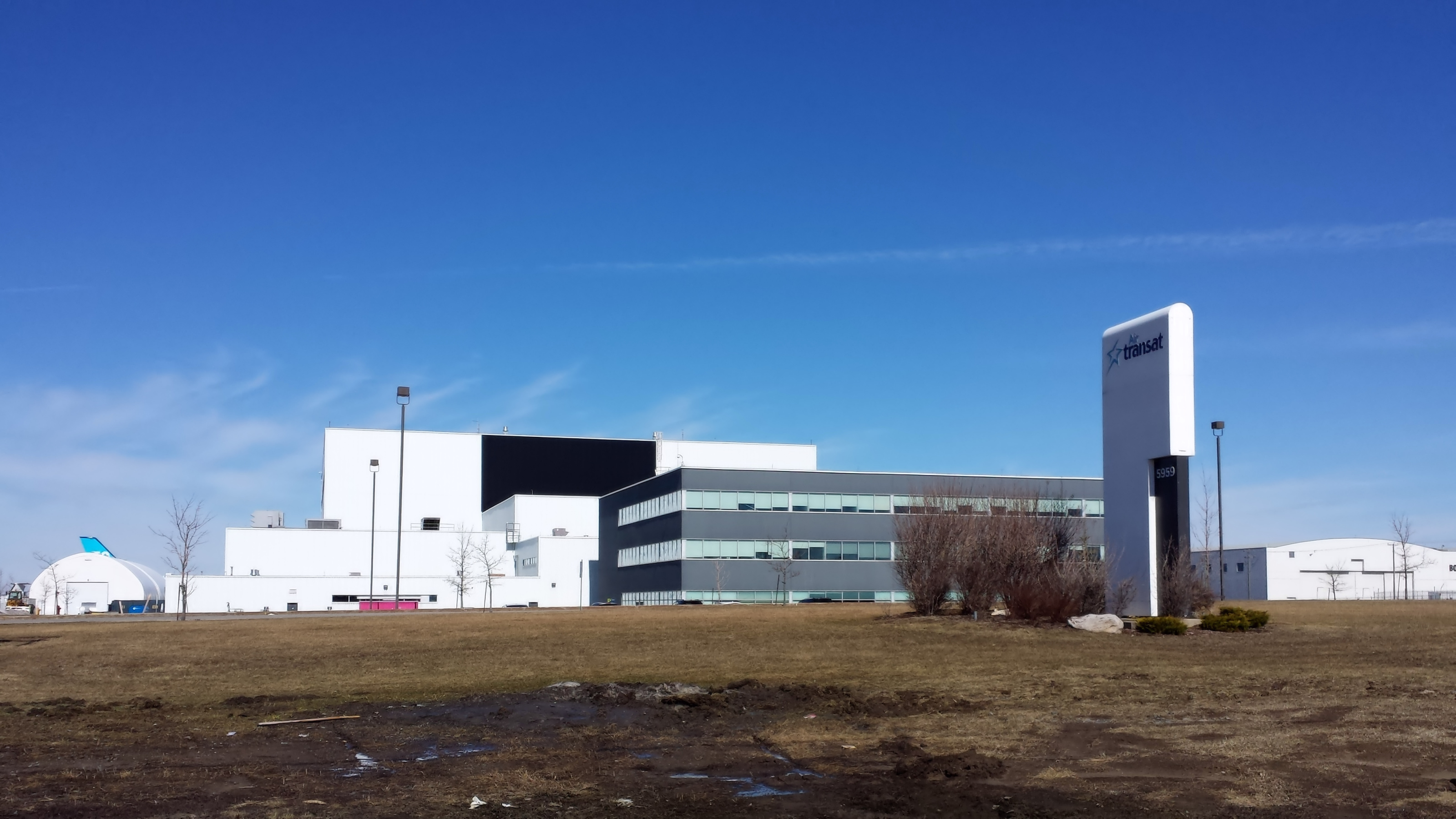
Der Sitz von Air Transat

Air Transat A.T. Inc. ist eine kanadische Fluggesellschaft mit Sitz in Montreal und Basis auf dem Flughafen Montréal-Trudeau. Sie ist ein Tochterunternehmen des Reiseveranstalters Transat.

## Geschichte

Ehemaliges Logo der Air Transat

Air Transat wurde durch ehemalige Mitarbeiter der Quebecair im Dezember 1986 gegründet, darunter der heutige Premierminister der Provinz von Québec, François Legault.
Der erste Flug wurde knapp ein Jahr darauf am 14. November 1987 von Montreal nach Acapulco durchgeführt. 1993 übernahm sie die Wartungsbasis und Maschinen der insolventen Nationair. Transat arbeitet mit mehreren Gesellschaften, wie Transat Holidays, Nolitours, Jonview Canada, die im Besitz der TDC (Transat Distribution Canada) sind, zusammen. TDC ist auf Organisation, Marketing und Vertrieb von Städtereisen und Urlaubspakete spezialisiert.
Heute ist Air Transat nach Air Canada, Jazz Aviation und Westjet Airlines die viertgrößte Fluggesellschaft Kanadas. Im Juni 2011 wurde ein neues Corporate Design vorgestellt, das neben einem leicht modifizierten Logo auch eine neue Bemalung der Flugzeuge beinhaltet. Bereits im Herbst 2011 wurde diese Bemalung erneut modifiziert.
Im März 2016 wurde der Hauptsitz von Air Transat in Saint-Laurent, Montreal, vom Magazin Corporate Responsibility zu einem der umweltfreundlichsten Firmenzentralen Nordamerikas gekürt.

## Flugziele
Air Transat ist auf Urlaubsflüge von verschiedenen kanadischen und europäischen Flughäfen aus spezialisiert. Im Linienflug bedient sie 90 Ziele in 25 Ländern. In Deutschland ist Air Transat am Flughafen Berlin Brandenburg vertreten, seit Sommer 2025 wird dieser zweimal wöchentlich mit Toronto verbunden, als saisonale Verbindung im Sommerflugplan. Aus der schweizerischen Stadt Basel werden Flüge nach Montréal angeboten. Bis 2011 war auch Wien mit Toronto und Montréal durch Air Transat verbunden. Ab dem Sommerflugplan 2015 werden von Budapest aus Toronto und Montréal angeflogen. Im Winterflugplan 2017/2018 flog Air Transat im Auftrag von Condor von Düsseldorf nach Barbados, Cancún, La Romana, Montego Bay und Punta Cana.

## Flotte

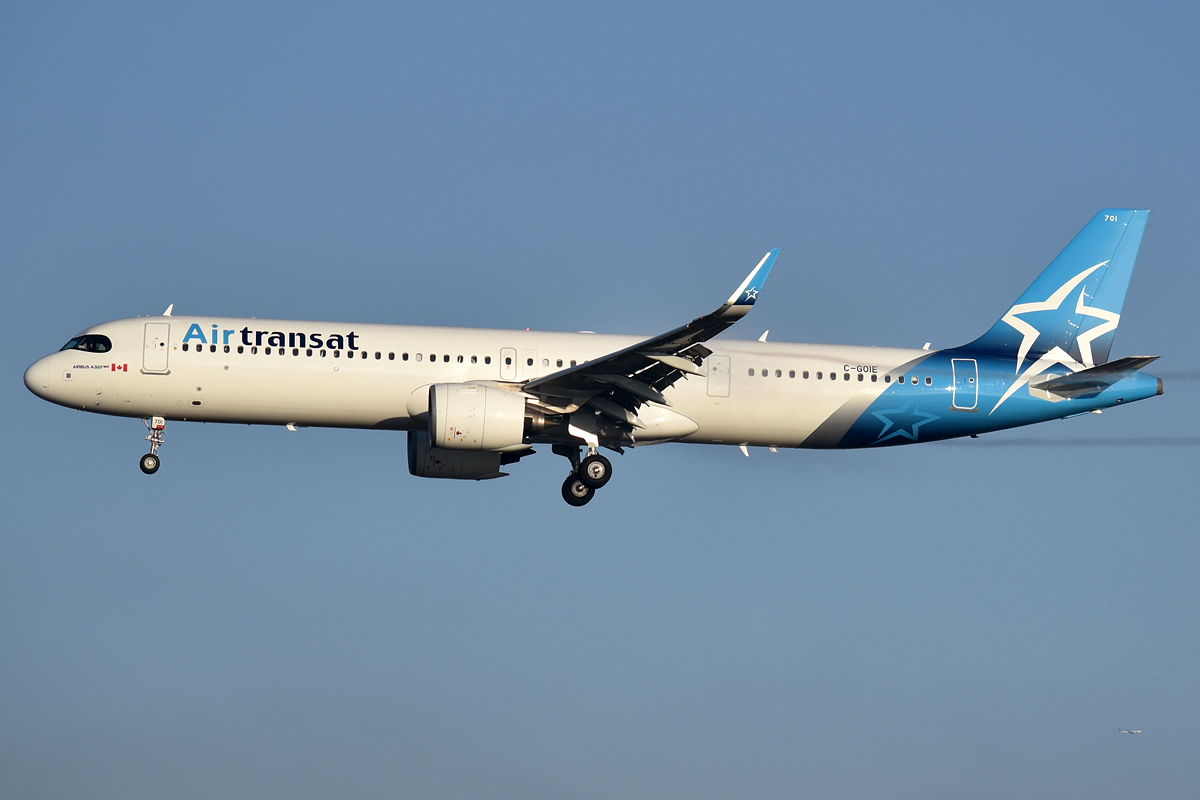
Airbus A321neo der Air Transat

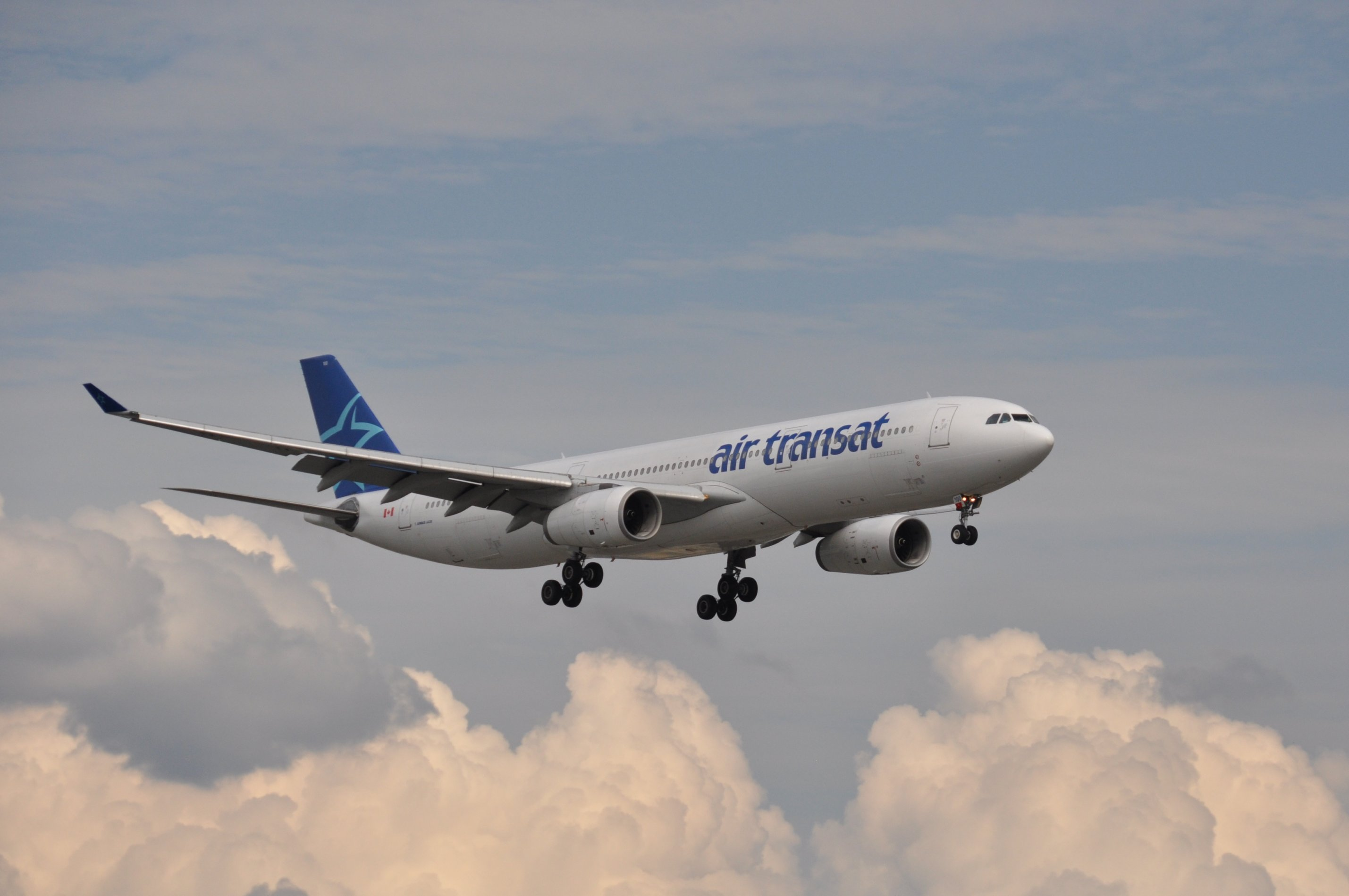
Airbus A330-300 der Air Transat

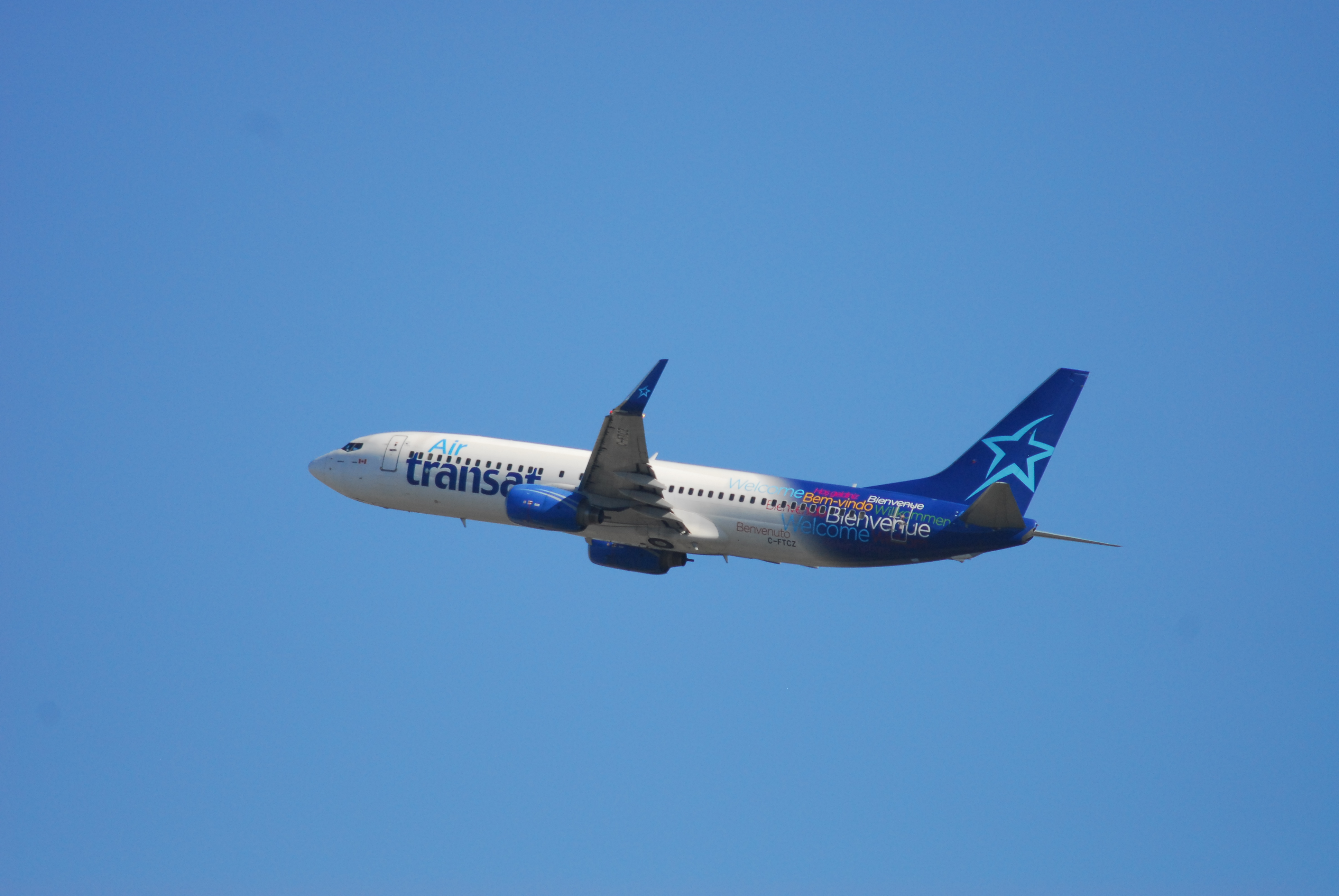
Boeing 737-800 der Air Transat

### Aktuelle Flotte
Mit Stand April 2025 besteht die Flotte der Air Transat aus 44 Flugzeugen mit einem Durchschnittsalter von 11,4 Jahren:
| Flugzeugtyp     | Anzahl | bestellt | Anmerkungen                    | Sitzplätze (Business/Eco) | Durchschnittsalter |
| --------------- | ------ | -------- | ------------------------------ | ------------------------- | ------------------ |
| Airbus A320-200 | 01     |          | betrieben durch Smartwings     | 180 (–/180)               | 16,2 Jahre         |
| Airbus A321-200 | 08     |          | drei mit Winglets ausgestattet | 198 (–/277) 220 (–/220)   | 14,0 Jahre         |
| Airbus A321LR   | 19     |          | sechs inaktiv                  | 199 (12/187)              | 03,3 Jahre         |
| Airbus A321XLR  |        | 04       |                                | – Offen –                 |                    |
| Airbus A330-200 | 14     |          | einer inaktiv                  | 332 (12/320) 345 (12/333) | 19,8 Jahre         |
| Airbus A330-300 | 02     |          | einer inaktiv                  | 346 (12/334) 363 (12/351) | 17,5 Jahre         |
| Gesamt          | 44     | 4        |                                |                           | 11,4 Jahre         |

Am 11. Mai 2019 hat Air Transat den ersten A321neo LR erhalten. Diese werden seit der Auslieferung auf Transatlantikflügen eingesetzt.
Für einige Wintermonate 2003/2004 war erstmals eine von Star Airlines geleaste Maschine des Typs A320 für Air Transat geflogen, wobei die Triebwerke und das Leitwerk die Bemalung der Star Airlines beibehielten (ebenfalls ein Stern). Ab März 2018 kehrte der Flugzeugtyp A320 zurück in den Einsatz bei Air Transat, diesmal mit gelb bemalten Triebwerken, da die Flugzeuge von Condor geleast wurden.

### Aktuelle Sonderbemalungen
| Flugzeugtyp     | Luftfahrzeugkennzeichen | Bemalung                | Zeitraum            | Bild |
| --------------- | ----------------------- | ----------------------- | ------------------- | --- |
| Airbus A321-200 | C-GEZO                  | „Air Transat Kids Club“ | seit Oktober 2019   | Bild gesucht Die Wikipedia wünscht sich an dieser Stelle ein Bild. Weitere Infos zum Motiv findest du vielleicht auf der Diskussionsseite . Falls du dabei helfen möchtest, erklärt die Anleitung , wie das geht. |
| Airbus A321LR   | C-GOKE                  | „CF Montreal“           | seit September 2024 | |

### Ehemalige Sonderbemalungen
| Flugzeugtyp     | Luftfahrzeugkennzeichen | Bemalung                          | Zeitraum                                                                                                | Bild |
| --------------- | ----------------------- | --------------------------------- | --- | --- |
| Airbus A321-200 | C-GEZJ                  | „Air Transat Kids Club“           | November 2018 bis März 2019 Oktober 2019 bis September 2023                                             | Bild gesucht Die Wikipedia wünscht sich an dieser Stelle ein Bild. Weitere Infos zum Motiv findest du vielleicht auf der Diskussionsseite . Falls du dabei helfen möchtest, erklärt die Anleitung , wie das geht. |
| Airbus A321LR   | C-GOJC                  | „Pride“                           | Mai 2022 bis September 2023                                                                             | |
| Airbus A330-200 | C-GPTS                  | „Pride“                           | Juni bis Juli 2019                                                                                      | Bild gesucht Die Wikipedia wünscht sich an dieser Stelle ein Bild. Weitere Infos zum Motiv findest du vielleicht auf der Diskussionsseite . Falls du dabei helfen möchtest, erklärt die Anleitung , wie das geht. |
| Airbus A330-300 | C-GCTS C-GKTS C-GTSO    | „30 Years“                        | C-GCTS: Februar bis Dezember 2017 C-GKTS: Februar 2017 bis März 2020 C-GTSO: Februar 2017 bis Juni 2018 | |
| Boeing 737-800  | C-GTQB                  | „Canadian 2019 Election: Trudeau“ | September bis Oktober 2019                                                                              | Bild gesucht Die Wikipedia wünscht sich an dieser Stelle ein Bild. Weitere Infos zum Motiv findest du vielleicht auf der Diskussionsseite . Falls du dabei helfen möchtest, erklärt die Anleitung , wie das geht. |

### Ehemalige Flugzeugtypen

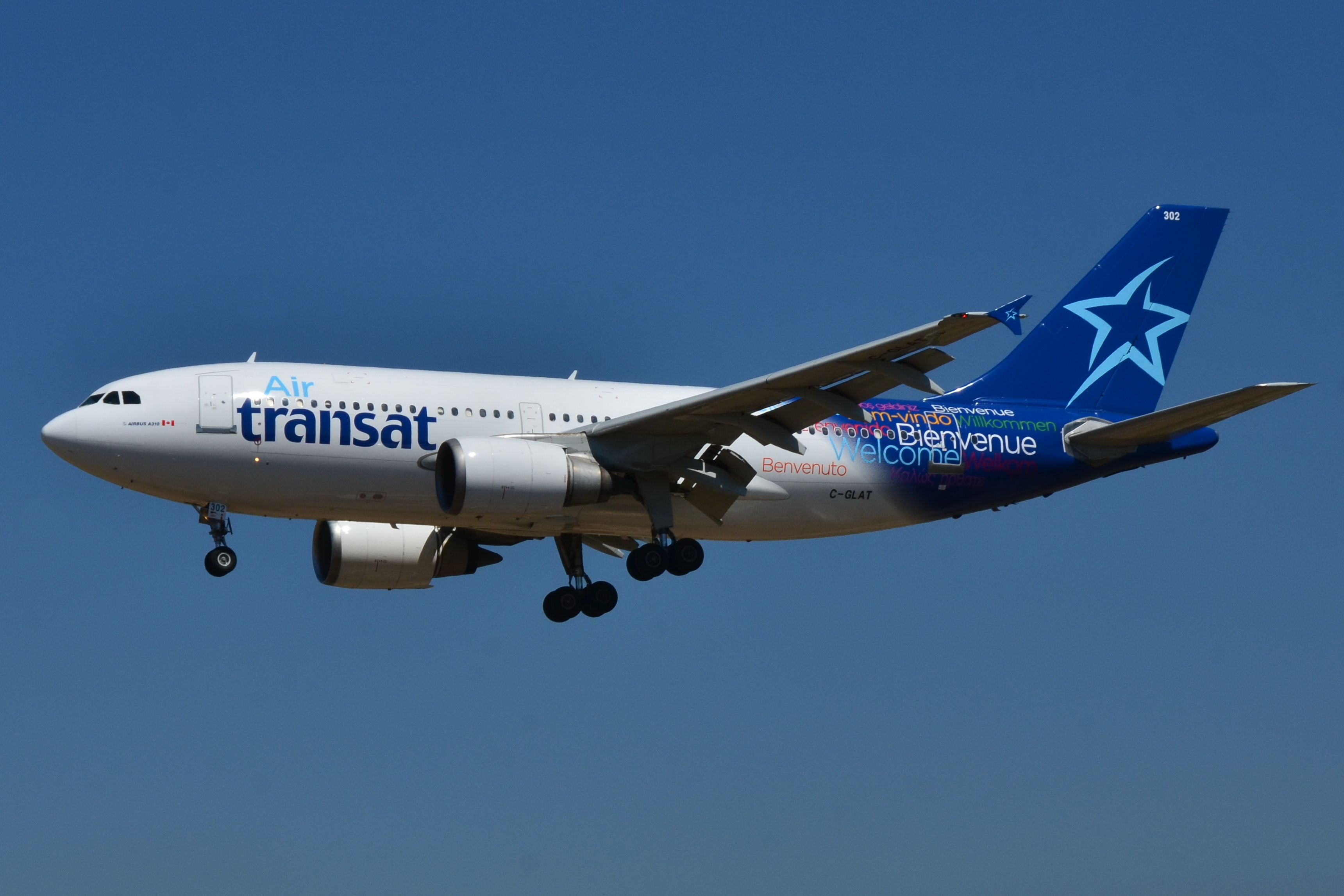
Ein Airbus A310-300 der Air Transat

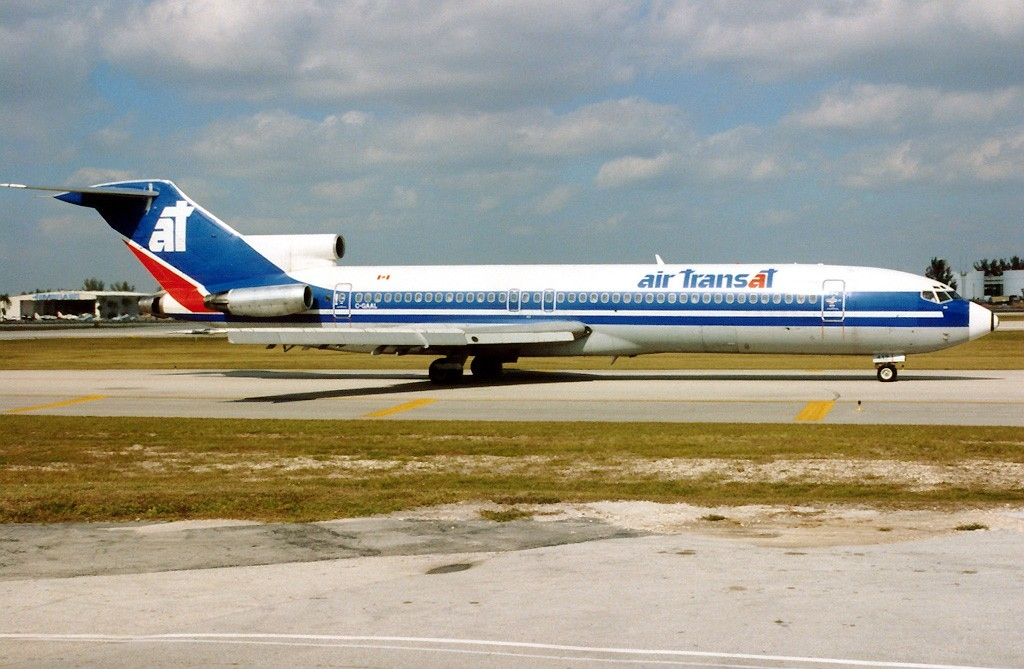
Eine Boeing 727 in Fort Lauderdale im Jahr 1993

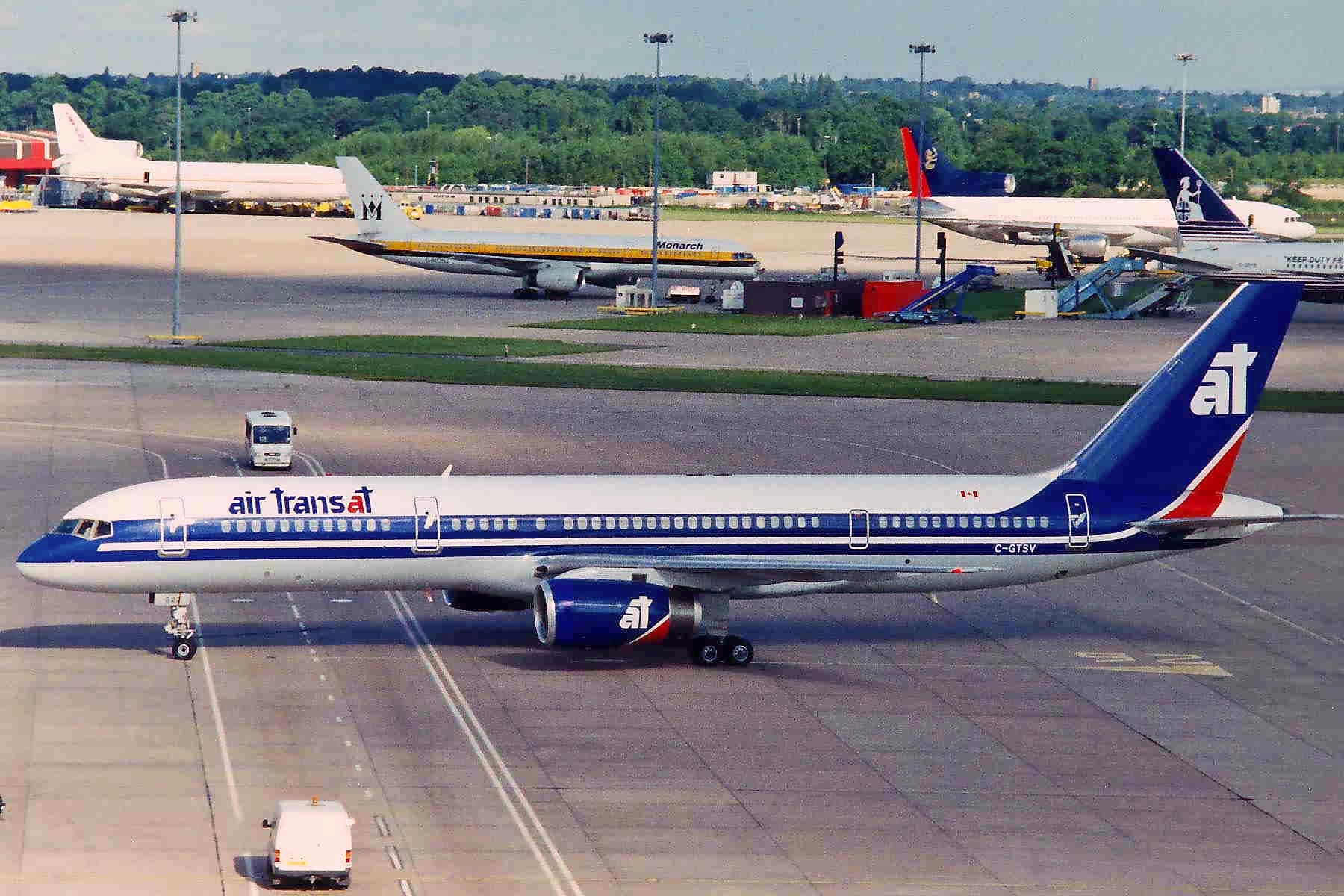
Eine Boeing 757 in Manchester im Jahr 1998

- Airbus A310-300[12]
- Airbus A320-200[13]
- Boeing 727-200
- Boeing 737-400/700/800[13]
- Boeing 737 Max 8
- Boeing 757-200
- Lockheed L-1011-385 Tristar

## Zwischenfälle
- Am 6. Juli 2001 geriet eine Lockheed L-1011 TriStar der Air Transat mit dem Kennzeichen C-FTNA, nach dem Start in Lyon mit Ziel Berlin auf etwa 6.000 Meter Höhe in einen schweren Hagelschauer. Das zu diesem Zeitpunkt etwa 29 Jahre alte Flugzeug konnte mit allen 208 Insassen sicher wieder in Lyon landen, war aber so schwer beschädigt, dass es als Totalschaden abgeschrieben werden musste.[14] Die Maschine ist immer noch am Flughafen Lyon abgestellt.[15]

- Am 24. August 2001 gelang mit einem Airbus A330-200 mit dem Kennzeichen C-GITS auf Air-Transat-Flug 236 von Toronto nach Lissabon der bisher längste Gleitflug eines Strahlflugzeugs in der Luftfahrtgeschichte. Aufgrund eines unbemerkten Lecks trat den ganzen Flug über Kerosin aus, weshalb über dem Atlantik schließlich beide Triebwerke ausfielen. Die Maschine segelte schließlich antriebslos mit 306 Menschen an Bord etwa 19 Minuten lang ca. 120 km weit, bevor sie sicher auf dem Lajes Field auf den Azoren notgelandet werden konnte. Es kamen keine Menschen zu Schaden; dieser Airbus A330 flog nach dem Zwischenfall weiter für Air Transat, wurde Zeitweise von Garuda Indonesia und Thomas Cook Airlines Scandinavia geleast und ging im April 2022 an die Leasinggesellschaft AerCap zurück.[16] Nach dem Vorfall wurden die Piloten mit dem Superior Airmanship Award ausgezeichnet.[17]